# Afrazijski jezici
Afrazijski jezici (afroazijski, nekada semitsko-hamitski), velika jezična porodica, obuhvaća 374 (po starijim podacima 372, odnosno 375) jezika raširenih po dijelovima Azije i sjeverne Afrike.
A) Berberski, (25; prije 26 jezika s guančijem)
a) istočni (3) Libija, Egipat: awjilah, sawknah, siwi.
b) guanči (1), Kanarski otoci: guanči (gunche) †
c) sjeverni (17) Libija, Alžir, Tunis i Maroko: chenoua, ghadamès, ghomara, judeo-berberski, kabyle, nafusi, sened, senhaja de srair, središnji shilha, tachawit, tachelhit, tagargrent, tarifit, taznatit, tidikelt, tougourt, tumzabt.
d) tamasheq (4), Alžir, Niger, Mali: kidal tamasheq, tahaggart tamahaq, tayart, tewellemet.
e) zenaga (1), Mauritanija: zenaga
B) Čadski  (195)
a) biu-mandara (78), Nigerija, Kamerun: afade, bacama, baldemu, bana, bata, boga, buduma, bura-pabir, buwal, cibak, cineni, cuvok, daba, dghwede, dugwor, fali, ga'anda, gavar, gidar, glavda, gude, gudu, guduf-gava, gvoko, holma, huba, hwana, hya, jara, jilbe, jimi, jina, južni giziga, južni marghi, kamwe, kofa, lagwan, lamang, iako, mafa, majera, malgbe, maslam, matal, mazagway, mbara, mbedam, mbuko, mefele, merey, mina, mofu-gudur, moloko, mpade, mser, musgu, muskum, muyang, nggwahyi, ngwaba, nzanyi, putai, sharwa, sjeverni giziga, sjeverni mofu, središnji marghi, parkwa, psikye, sukur, tera, tsuvan, vame, vemgo-mabas, wandala, wuzlam, zizilivakan, zulgo-gemzek.
b) istočni (36), Čad: barein, bidiyo, birgit, boor, buso, dangaléat, gabri, gadang, jonkor bourmataguil, kabalai, kajakse, kera, kimré, kwang, lele, mabire, masmaje, mawa, migaama, miltu, mire, mogum, mubi, mukulu, nancere, ndam, saba, sarua, sokoro, somrai, tamki, tobanga, toram, tumak, ubi, zirenkel.
c) Masa (8), Čad, Kamerun: herdé, marba, masana, mesme, musey, ngete, pévé, zumaya.
d) zapadni  (73), Nigerija: ajawa, auyokawa, bade, beele, boghom, bole, bure, cakfem-mushere, ciwogai, dass, daza, deno, dera, diri, duhwa, duwai, fyer, galambu, geji, gera, geruma, giiwo, goemai, guruntum-mbaaru, gwandara, hausa, jimi, jorto, ju, karekare, kariya, kholok, kir-balar, koenoem, kofyar, kubi, kulere, kushi, kutto, kwaami, maaka, mangas, mburku, miship, miya, montol, mundat, mwaghavul, ngamo, ngas, ngizim, nyam, pa'a, pero, piya-kwonci, polci, pyapun, ron, saya, sha, siri, tal, tala, tambas, tangale, teshenawa, warji, yiwom, zangwal, zari, zeem, zumbun.
C) Egipatski (1) Egipat: koptski
D) Kušitski  (45; prije 47)
a) središnji, (5; prije 4 jezika) Etiopija, Eritreja: awngi, bilen, qimant, xamtanga; izgubio status jezika: kunfal.
b) istočni (33; prije 34 jezika), Etiopija, Somalija, Kenija: afar, alaba, arbore, baiso, boni, boon, burji, bussa, daasanach, dabarre, dirasha, el molo, garre, gawwada, gedeo, hadiyya, istočni oromo, jiiddu, južni oromo, kambaata, komso, libido, maay, orma, oromiffa, rendille, saho, sanye, sidamo, somalski, tsamai, tunni, yaaku. Izgubio status jezika: garreh-ajuran.
c) sjeverni (1), Sudan: bedawi.
d) južni (7), Tanzanija, Kenija: aasáx, alagwa, burunge, dahalo, gorowa, iraqw, kw'adza.
E) Omotski ili omotički  (29; prije 28)
a) sjeverni (24), Etiopija: anfillo, bambassi, basketo, bench, boro, chara, dizi, dorze, gamo-gofa-dawro, ganza, hozo, kachama-ganjule, kafa, koorete, male, melo, nayi, oyda, seze, shekkacho, sheko, wolaytta, yemsa, zayse-zergulla.
b) južni (5; prije 4), Etiopija: aari, dime, hamer-banna, karo. Novopriznati jezik: gayil
F) Semitski (78; prije 77) 
A) Centralnii (57) Irak, Izrael, Gruzija, Sirija, Iran: 
a) Aramejski: 
a1. Istočnoaramejski jezici‎: 
a. Centralnoaramejski jezici:
a1. sjeveroistočni aramejski jezici: aramejski talmudski, bijil novoaramejski, bohtan novoaramejski, hulaulá, hértevin, kildani (novokaldejski), koy sanjaq surat, lishán didán, lishana aturaya (Asirski novoaramejski), lishana deni, lishana didán, senaya.
a2. sjeverozapadni aramejski jezici: mlahsö, turoyo,
b. Mandejski: klasični mandejski (†), mandi,
sirski.
a2. Zapadnoaramejski jezici‎: samarijanski aramejski, zapadni novoaramejski (maalula), Židovski palestinski aramejski.
b) Južni:
b 1) Arapski jezici (35) Arapski poluotok, sjeverna Afrika, Malta: arapski (33 različitih arapskih jezika), malteški i hassaniyya.
b 2) Kanaanski jezici (3) Izrael, Palestina: starohebrejski (†), hebrejski, samarijanski hebrejski.
B) južni (21; prije 20), 
a) etiopski (15; prije 14 jezika): amharski (etiopski), argobba, geez (†), gafat, harari, inor, kistane, mesmes, mesqan, sebat bet gurage, silt'e, tigré, tigrigna, zay. Novopriznati jezik: wolane [wle] 
b) južni arapski (6 jezika) Jemen, Oman: bathari, harsusi, hobyót, mehri, shehri, sokotranski (soqotri).
G) neklasificirani (1) Etiopija: birale ili ongota.

## Vanjske poveznice
- Familia Afro-asiática
- The Afroasiatic Subgroup